# 洛塔斯 (加利福尼亞州)
洛塔斯（英語：Lotus）是位於美國加利福尼亞州埃爾多拉多縣的一個非建制地區。該地的面積和人口皆未知。

## 地理
洛塔斯的座標為38°48′06″N 120°54′31″W / 38.80167°N 120.90861°W，而該地的平均海拔高度為220米（即722英尺）。